# Ahasja (Israel)

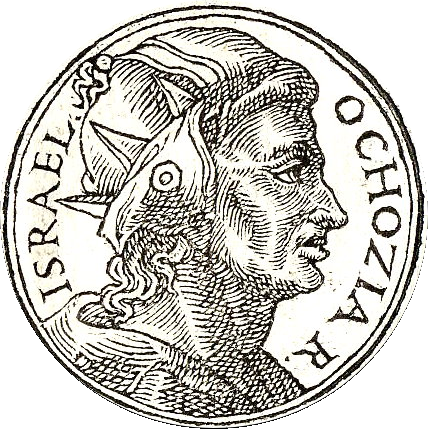
Ahasja aus „Promptuarii Iconum Insigniorum“

Ahasja († 849 oder 852 v. Chr.) war König von Israel. Seine Herrschaft dauerte zwei Jahre und wird auf 850–849 v. Chr. (Albright) bzw. 853–852 v. Chr. (Thiele) datiert.

## Etymologie
Der hebräische Personenname „Ahasja“ ist in zwei verschiedenen Schreibweisen überliefert: אֲחַזְיָהוּ ’ǎḥazjāhû und אֲחַזְיָה ’ǎḥazjāh. Es handelt sich um einen Verbalsatznamen, bestehend aus Subjekt und Prädikat. Subjekt (und zugleich theophores Element) ist eine Form von „JHWH“ (יָהוּ jāhû oder יָה jāh), das Prädikat leitet sich von der Verbwurzel אחז ’ḥz, deutsch ‚ergreifen‘ ab. Der Name lässt sich als „JHWH hat ergriffen“ übersetzen. Die Septuaginta gibt den Namen als Οχοζιας Ochozias wieder, die Vulgata als Ohozias.

## Biblische Erzählung
Ahasja war der Sohn König Ahabs und der Isebel. Dem Bericht im Buch der Könige zufolge (1 Kön 22,52 –2 Kön 1,18 ) wurde er zum Nachfolger seines Vaters ernannt, nachdem dieser in der Schlacht gegen die Aramäer in Gilead gefallen war. Wie sein Vater verfolgte er die Anhänger des JHWH-Glaubens und förderte den Baalskult. Die Moabiter fielen in dieser Zeit von Israel ab. Mit König Joschafat war Ahasja, wie sein Vater, verbündet; eine gemeinsame Flottenexpedition scheiterte allerdings.
Infolge eines Sturzes durch das Gitter seines Obergemaches in seinem Palast in Samaria erkrankte Ahasja, woraufhin er den Gott von Ekron, Baal-Sebub (Beelzebub), über sein Schicksal befragen ließ. Dies kritisierte der Prophet Elija, da der König JHWH hätte befragen sollen. Darum prophezeite Elija dem König, er werde von seiner Krankheit nicht mehr genesen. Ahasja starb bald darauf. Nachfolger im Königsamt wurde sein Bruder Joram, weil Ahasja kinderlos starb.